# Halet Çambel
Halet Çambel (27 de agosto de 1916 - 12 de janeiro de 2014) foi uma arqueóloga e esportista turca, competidora olímpica na esgrima. Ela foi a primeira mulher muçulmana a competir nos Jogos Olímpicos.

## Vida Privada
Çambel nasceu em Berlim, no Império Alemão, em 27 de agosto de 1916, filha do militar turco Hasan Cemil Bey (Çambel), um homem próximo de Mustafa Kemal Ataturk, fundador da República Turca e Remziye Hanım, filha de Ibrahim Hakki Pasha, ex-grão-vizir (primeiro ministro do sultão otomano) e o embaixador otomano no Império Alemão na época.
Ela completou sua educação secundária no Arnavutköy American High School for Girls (hoje Robert College). Durante os anos de escola secundária, ela foi inspirada por seu professor de história da arte, que organizou visitas a locais históricos de Istambul. Foi nessa época que ela começou a praticar esgrima. Entre 1933-1939, estudou arqueologia na Universidade Sorbonne em Paris. Çambel tornou-se assistente científica na Universidade de Istambul em 1940. Em 1944, completou seu doutorado. A partir de 1947, Çambel serviu como conferencista. Ela foi professora convidada por dois anos na Universidade de Saarbrücken na Alemanha. Em 1960, foi nomeada professora e fundou o Instituto de Pré-História. Ela se tornou emérita em 1984.
Ao retornar a Istambul após os Jogos Olímpicos de Verão de 1936, onde representou seu país, ela começou uma relação com Nail Çakırhan, um poeta e jornalista comunista, que se tornou um célebre arquiteto. Eles foram casados por setenta anos até a morte de Nail Çakırhan em outubro de 2008.
Çambel morreu aos 97 anos em Istambul em 12 de janeiro de 2014. Após uma cerimônia realizada na Faculdade de Letras da Universidade de Istambul, ela foi levada para Akyaka, Muğla, onde foi enterrada ao lado do túmulo de seu marido.

## Esportes
Ela competiu na esgrima individual nos Jogos Olímpicos de Verão de 1936. Ambel foi a primeira mulher muçulmana a competir nos Jogos Olímpicos. Embora convidada por uma "oficial alemã" para se encontrar com Adolf Hitler,Çambel recusou-o por motivos políticos.

## Carreira Profissional
Após a Segunda Guerra Mundial, Çambel começou a estudar com o arqueólogo alemão Helmuth Theodor Bossert (1889-1961), que foi professor de arqueologia na Universidade de Istambul. Em 1947, Bossert e ela começaram a escavar Karatepe, a cidade murada do rei hitita Azatiwada  do século XII d.C., situada nas Montanhas de Taurus no sul da Turquia. Ela desempenhou um papel fundamental na decodificação dos hieróglifos de Anatólia com a ajuda do alfabeto fenício após a descoberta do Karatepe Bilingual no mesmo local.
Çambel também foi ativa na promoção da preservação do patrimônio cultural da Turquia. Na década de 1950, ela resistiu à tentativa do governo de transferir os artefatos do Karatepe para um museu. O governo finalmente concordou, e em 1960 estabeleceu um museu ao ar livre, o Karatepe-Aslantaş Open-Air Museum, onde seu marido Nail Çakırhan projetou alguns edifícios. Ela também lutou para impedir a barragem do Rio Ceyhan, que teria inundado muitos sítios arqueológicos. Ela foi capaz de reduzir o nível de água proposto o suficiente para salvar os sítios.
Em 2004, Çambel recebeu o Prêmio Príncipe Claus na Holanda. O relatório do júri a citou "por conduzir escavações de resgate de sítios de patrimônio em perigo, introduzindo a restauração de pedra e assegurando a adequada conservação de um patrimônio cultural significativo na Turquia, por fundar uma cadeira de arqueologia pré-histórica na Universidade de Istambul e por seu papel único na ampliação das possibilidades de interação entre as pessoas e seu patrimônio cultural".

## Ligações externos
- Suseven, Bahar. «Halet Çambel». Friends of Akyaka and Gökova. Consultado em 25 de julho de 2013